# Heiðar Helguson
Heiðar Helguson (Dalvík, 22 augustus 1977) is een IJslands betaald voetballer die bij voorkeur in de aanval speelt. Hij werd geboren als Heiðar Sigurjónsson, maar veranderde zijn achternaam in die van zijn moeder. Hij speelde het grootste gedeelte van zijn carrière in Engelse competities en debuteerde in 1999 voor het nationale elftal van IJsland, waarin hij jarenlang een aanvalsduo vormde met Eidur Gudjohnsen.

## Clubcarrière

### Scandinavische jaren
Heiðar Helguson begon zijn professionele voetbalcarrière in eigen land bij Þróttur Reykjavik. In het seizoen 1997 maakte de aanvaller zijn debuut voor de club, die toen speelde in de 1. Deild, het tweede niveau van het IJslandse clubvoetbal. Daardoor promoveerde hij met de club om in 1998 op het hoogste niveau, de Úrvalsdeild, te spelen. Heiðar zou die ervaring niet meer meemaken met Þróttur, omdat zijn talent in het buitenland opgevallen was. Daardoor kwam de IJslander niet verder dan 12 competitiewedstrijden voor de club uit Reykjavik, daarin vier keer scorende.
In januari 1998 vertrok Heiðar naar Lillestrøm SK. Daar kwam hij samen te spelen met onder andere zijn landgenoot Rúnar Kristinsson. Bij Lillestrøm kreeg hij rugnummer 1 toegewezen, dat normaal weggelegd is voor doelmannen. Met dat shirt debuteerde hij in het seizoen 1998 in de Noorse Tippeligaen. In 1999 maakte Heiðar zestien doelpunten en eindigde daarmee als vijfde op de topscoorderslijst. Dit leverde hem een eigen fanclub op - de Helgusonsons -  en zijn debuut in het nationale elftal van IJsland. Toen het seizoen 1999 in Noorwegen erop zat en de Europese seizoenen in hun winterstop zaten, vertrok Heiðar bij Lillestrøm SK. Hij scoorde er achttien doelpunten in 48 competitiewedstrijden.

### Watford
In de winterstop van het seizoen 1999/2000 maakte Heiðar voor £1.5 miljoen de overstap naar Watford FC. De club maakte dat seizoen haar debuut in de Premier League. De IJslander maakte in de wedstrijd tegen Liverpool FC direct een doelpunt. Hij scoorde nog zes keer dat seizoen, maare kon niet verhinderen dat Watford uit de Premiership degradeerde. Hij speelde vervolgens tot en met 2005 met de club in The Championship. In zijn laatste seizoen bij Watford (2004/2005) scoorde Heiðar twintig doelpunten, wat hem bij zijn club de prijs voor speler van het jaar, clubtopscorer en spel van het jaar opleverde. In totaal kwam de IJslander in 174 competitiewedstrijden in actie. Daarin maakte hij 55 doelpunten.

### Fulham
Op 27 juni 2005 nam Fulham FC Heiðar over. Met spelers als Brian McBride, Luís Boa Morte en de Nederlander Collins John voor zich kwam hij in eerste instantie niet veel aan spelen toe. Na ongeveer een jaar spelen bij Fulham werd Heiðar gekoppeld aan de Amerikaan McBride. Vanaf dat moment speelde hij zich in de basis van de club. Tot en met het seizoen 2006/2007 speelde Heiðar 57 competitiewedstrijden en maakte hij elf doelpunten.

### Bolton Wanderers
Bolton Wanderers nam Heiðar in de zomer van 2007 in dienst onder leiding van manager Sammy Lee. Voor de IJslandse spits kwam de overgang goed uit, want zijn positie bij Fulham was minder stabiel geworden door het aantrekken van de aanvallers Diomansy Kamara en David Healy. Heiðar maakte zijn debuut voor Bolton op 11 augustus 2007 tegen Newcastle United, maar speelde zich er nooit in de basis. Nicolas Anelka genoot de meeste tijd meer vertrouwen en Heiðar kampte regelmatig met blessures. Daardoor kwam aanvaller in anderhalf seizoen tijd tot zeven competitiewedstrijden met twee doelpunten.

### Verdere carrière in Engeland
Om meer speelkansen te krijgen, werd Heiðar in november 2008 voor drie maanden uitgeleend aan de Queens Park Rangers. Hiervoor speelde hij in deze periode evenveel wedstrijden als in anderhalf jaar voor Bolton. QPR nam hem op 2 januari 2009 definitief over. Queens Park Rangers leende hem eind 2009 en opnieuw in 2010 uit aan Watford. In deze twee huurperiodes speelde hij 29 wedstrijden voor zijn oude club en scoorde hij elf doelpunten.

## Interlandcarrière
Gedurende zijn periode bij Lillestrøm SK mocht Heiðar zich voor het eerst melden bij het nationale elftal van IJsland. In april dat jaar maakte hij zijn debuut tegen Malta, als wisselspeler voor Ríkharður Daðason. Na een vriendschappelijke wedstrijd tegen het Spaans voetbalelftal in 2006 werd de spits een tijd niet meer opgeroepen voor het nationale elftal, waarna hij in juni 2007 zijn interlandsloopbaan beëindigde. Eind augustus 2008 stelde hij zich echter weer beschikbaar en een paar dagen later begon hij in de WK-kwalificatiewedstrijd tegen Noorwegen. Hij maakte de 1-1 in een wedstrijd die uiteindelijk in 2-2 eindigde.

## Erelijst
Þróttur
- 1. Deild

1997
 Queens Park Rangers
- Football League Championship

2011
 Cardiff City
- Football League Championship

2013